# Vida (álbum de Luis Fonsi)
Vida é o nono álbum de estúdio do cantor porto-riquenho Luis Fonsi, lançado em 1 de fevereiro de 2019, pela Universal Music Latin Entertainment. É o primeiro álbum de Fonsi em cinco anos, e apresenta os singles "Despacito" (ambos a versão original e remix), "Échame la Culpa", "Calypso" (tanto a versão original como o remix) e "Imposible".

## Música
Junto com seus singles, o álbum em sua maioria em espanhol inclui "Sola", que foi descrito como "R&B mid-tempo, sensual" pela Billboard. Ele inclui uma variedade de tempos, variando de fusões "up-tempo urbano / pop" "Despacito" e "Échame la Culpa" para a romântica balada "Le pido al cielo". A Billboard chamou Vida de um dos álbuns mais aguardados de 2019, dizendo que haveria "uma abundância de novas baladas, que Fonsi canta predominantemente em espanhol e entrega com um toque urbano".

## Desempenho comercial
Nos Estados Unidos, Vida estreou no número 18 na Billboard 200 e na número um na parada Top Latin Albums.

## Lista de faixas
Adaptado do iTunes.
| N.º            | Título                                                                 | Compositor(es)                                                            | Duração |  |
| 1.             | "Sola"                                                                 | Luis Rodríguez Mauricio Rengifo Andrés Torres                             | 3:24    |  |
| 2.             | "Apaga la Luz"                                                         | Rodriguez Paolo Tondo Luis Salazar Jovany Barreto                         | 3:32    |  |
| 3.             | "Le Pido al Cielo"                                                     | Rodriguez M. Rengifo Torres Johan Arjona                                  | 4:07    |  |
| 4.             | "Imposible" (com participação de Ozuna)                                | Rodríguez Vicente Saavedra M. Rengifo Juan Carlos Ozuna Rosado Torres     | 2:44    |  |
| 5.             | "Poco a Poco"                                                          | Johan Arjona                                                              | 2:55    |  |
| 6.             | "Dime Que No Te Irás"                                                  | Johan Arjona Rodriguez Ferras Alquasi Claudia Menkarski                   | 4:21    |  |
| 7.             | "Échame la Culpa" (com participação de Demi Lovato)                    | Rodríguez Alejandro Rengifo M. Rengifo Torres                             | 2:53    |  |
| 8.             | "Tanto para Nada"                                                      | Rodriguez Johan Arjona Torres Menkarski                                   | 3:50    |  |
| 9.             | "Despacito" (com participação de Daddy Yankee)                         | Rodríguez Erika Ender Ramón Ayala                                         | 3:49    |  |
| 10.            | "Más Fuerte Que Yo"                                                    | Johan Arjona Rodriguez Torres Ximena Munoz                                | 3:49    |  |
| 11.            | "Calypso" (com participação de Stefflon Don)                           | Rodríguez Oladayo Olatunji Johan Arjona M. Rengifo Torres Stephanie Allen | 3:20    |  |
| 12.            | "Ahí Estás Tú"                                                         | Johan Arjona Rodriguez Torres                                             | 3:22    |  |
| 13.            | "Despacito" (Remix) (com participação de Daddy Yankee e Justin Bieber) | Rodríguez Ender Ayala Justin Bieber Jason Boyd Marty James                | 3:50    |  |
| 14.            | "Calypso" (Remix) (com participação de Karol G)                        | Rodríguez Olatunji M. Rengifo Torres Allen                                | 3:05    |  |
| 15.            | "Sola" (versão em inglês)                                              | Rodríguez M. Rengifo Torres                                               | 3:24    |  |
| Duração total: | Duração total:                                                         | Duração total:                                                            | 52:25   |  |

## Desempenho nas tabelas musicais

### Paradas semanais
| Chart (2016)                                | Maior posição |
| ------------------------------------------- | ------------- |
| Austría (Ö3 Austria Top 40)                 | 41            |
| Bélgica (Ultratop 200 Flanders)             | 64            |
| Bélgica (Ultratop 200 Wallonia)             | 114           |
| Canadá (Billboard Canadian Albums)          | 47            |
| França (SNEP)                               | 76            |
| Espanha (Top 100 Álbumes)                   | 1             |
| Estados Unidos (Billboard 200)              | 18            |
| Estados Unidos (Billboard Top Latin Albums) | 1             |
| França (SNEP)                               | 79            |
| Itália (FIMI)                               | 89            |
| Países Baixos (Dutch Top 40)                | 91            |
| Suiza (hitparade.ch)                        | 6             |

## Vendas e certificações
| Região                                                        | Certificação | Vendas     |
| ------------------------------------------------------------- | ------------ | ---------- |
| Brasil (Pro-Música Brasil)                                    | 2× Diamante  | 320,000‡   |
| Estados Unidos (RIAA)                                         | 16× Platina  | 1,320,000‡ |
| ‡vendas+valores de streaming baseados somente na certificação |              |            |